# コシツェ - ムシナ線
コシツェ - ムシナ線（スロバキア語;Železničná trať Košice – Muszyna）は、スロバキア国鉄の鉄道線の名称である。路線番号は188。
1870年から1873年にかけて、現在の営業区間であるコシツェ～プラヴェチ間が開業した。その後1876年に、ムシナまで延伸した。スロヴァキアとポーランドの国境を越える路線である。プラヴェチ以北の国境を越える区間には、現在列車が運行されていないが、2019年6月29日に運行を再開する予定である。

## 運行形態[3]

### 超特急「ユーロシティ(EC)」
- LEOエクスプレス号：　プラハ - プレショフ - キサク - コシツェ (LEO Express社の運行)
一日2往復運行している。キサク以遠は180号線に直通する。
過去の運行形態
2015年12月に一日2往復で運行開始した（それまでは、プレショウに乗り入れていなかった）。当初、キサクはプレショウ - コシツェ間で1回のみ停車で、プレショウ - スピシスカー・ノヴァー・ヴェス間はノンストップであった。
2019,20年度に限り、キサクを通過していた。
2020年末より、一日1往復に減便となった他、キサクは2回停車する様になった。
2021年末より、元の一日2往復に戻り、キサク停車となった。2018年以前と同様、プラハ方面へは短絡線経由で直通する様になった。
2022年末より、再びキサク通過となった。

### 特急「エクスプレス(Ex)」
- ブラチスラヴァ - ジリナ - プレショフ - フメンネー　（シャリシャン号）　【週1往復の運行】
週1往復の運行。オビショヴツェ以西は180号線に、プレショフ以東は193号線に直通する。なお、180号線への直通は短絡線を経由するため、分岐点であるキサクには停車しない。
2015年以前は、超特急インターシティ(IC)として運行していた。2016-19年度はリーフリク(R)として、2020-22年度は区間リーフリク(RR)として運行していた。

### 特急「リーフリク(R)」
下記2系統が運行している。
- ポリャナ号：　ブラチスラヴァ - ズヴォレン - コシツェ - プレショフ　【運休中】
一日1往復の運行（ただし週1日運休）。コシツェ以南は160号線に直通する。2023年12月以降運休中。
2022年度以前はキサクに停車していた。2023年度以降当面の間運休している[4]。

### 快速「レギオナルエクスプレス(REX)」
- コシツェ - キサク - リパニ ( - プラヴェチ )
平日は毎時1本（ただし一部プレショウ止めあり）、休日は2時間に1本の運行。ほとんどがリパニ止まりで、夏季を除く日曜日のみ週1往復がプラヴェチまで運行する。
2018年末に運行開始した。かつてはプレショウ以南、平日の朝・午後のみの運行であったが（朝は南行、午後は北行中心）、2023年度よりリパニまで（一部プラヴェチまで）延伸された上に、平日毎時1本、休日2時間に1本の運行となった。

- キサク - プレショウ - バルデヨウ　【土曜・休日運行】
土曜・休日限定で、一日3往復運行する。プレショウ以北は、普通列車として194号線に直通する。
2022年度に運行を開始した。2022年度はコシツェ - バルデヨウ間の季節列車で、夏季に2週間間隔で、連続した土日に、一日1往復ずつ運行していた。

- バンスカー・ビストリツァ - プレショウ　【夏季の休日運行】
夏季の休日限定で、一日1往復の運行。188号線内はノンストップで、180号線に直通する。180号線への直通は短絡線を経由するため、分岐点であるキサクには停車しない。
2020年以前は、ズリーフレニー・ヴラク(Zr)の種別で運行していた。

- コシツェ - プラヴェチ - スタラー・リュボウニャ　【夏季の土曜・休日運行】
夏季の休日限定で、一日2往復の運行。途中、プレショウ、プレショウ町、ヴェリキー・シャリシ、サビノウ、リパニに停車し、キサクを通過する。プラヴェチ以西は185号線に直通する。
2020年以前は、ズリーフレニー・ヴラク(Zr)の種別で運行していて、プレショウ町は通過していた。2021年以前は、プレショウ以北のみ運行していた。

- ベリヤンスキ・エクスプレス号：　ポプラド・タトリ - プラヴェチ - ムシナ　【夏・冬の土曜・休日運行】
夏季・冬季の休日限定で、一日2往復の運行。途中、プラヴェチ - ムシナ間ノンストップ。プラヴェチ以西は185号線に直通する。
2019年に「タトリ」号の愛称で運行を開始した。2021年より現在の愛称名となった。2019-22年度は、区間リーフリク(RR)の種別で運行していた。

### 普通
- チェルナ・ナド・チソウ - コシツェ - プレショウ
2時間に1本の運行。コシツェ以南は190号線に直通する。
2023年度に運行を開始した。

- プレショウ - リパニ　【平日運行】
平日のみ、一日2.5往復の運行。
過去の運行形態
2018年度以前は、コシツェ - リパニ間に1-2時間に1本の運行であった。また、コシツェ - プレショウ間の区間運転もあり、この区間は合わせて毎時1本が確保されていた。週2往復のみ（夏季を除く）がリパニ～プラヴェチ間を延長運行し、そのうち週1往復が185号線のスタラー・リュボヴニャ方面に接続する。プラヴェチ - チルチ間は列車が運行していなかった。
2019年度より、プラヴェチ発着の列車がチルチまで延伸された。
2023年度より、全列車がプレショウ - リパニ間に短縮され、本数も平日限定で一日2.5往復のみとなった。事実上快速が代替する形となり、プレショウ以南は前述のチェルナ発着便が、リパニ以北は後述のスタラー・リュボウニャ発着便が代替する形となった。オルロウ、チルチの各駅は再び旅客列車が休止された。

- リパニ - プラヴェチ - スタラー・リュボウニャ　【金曜運行】
金曜日限定で、週1往復の運行。プラヴェチ以北は185号線に直通する。
2023年度に運行を開始した。

### かつての運行種別
- 超特急「インターシティ(IC)」
かつて、シャリシャン号がこの種別で運行していたが、2015年12月、180号線等の停車駅を増加させた上で、リーフリク(R)に格下げされた。

## 駅一覧
以下では、スロバキア国鉄188号線の駅と営業キロ、停車列車、接続路線などを一覧表で示す。
- 種別
  - EC：超特急「インターシティ」
  - R：特急「リーフリク」
  - RR：特急「区間リーフリク」
  - Os：普通
- 停車駅
  - ■印：全列車停車
  - ●印：大部分停車、一部通過
  - ○印：大部分通過、一部停車
  - ｜印：全列車通過

| 路線名 | 駅名                                   | 駅間営業キロ | 累計営業キロ | EC | Ex | R  | REX | Os | 接続路線                                                                                                | 所在地           | 所在地                   |
| ------ | -------------------------------------- | ------------ | ------------ | -- | -- | -- | --- | -- | --- | ---------------- | ------------------------ |
| 180    | コシツェ駅                             | -            | 15.6         | ■  |    | ■  | ■   | ■  | 160号線（ブラチスラヴァ方面）、169号線（ブダペスト方面） 190号線（フメンネー/チェルナ方面）             | コシツェ県       | 1区                      |
| 180    | チャハノヴツェ駅                       | 3.8          | 11.8         | ｜ |    | ｜ | ｜  | ■  | | コシツェ県       | 1区                      |
| 180    | コストリャニ・ナド・ホルナードム駅     | 4.7          | 7.1          | ｜ |    | ｜ | ｜  | ■  | | コシツェ県       | コシツェ郊外郡           |
| 180    | トレベヨフ駅                           | 5.1          | 2.0          | ｜ |    | ｜ | ｜  | ■  | | コシツェ県       | コシツェ郊外郡           |
| 188    | キサク駅                               | 2.0          | 0.0          | ｜ |    | ｜ | ■   | ■  | 180号線（ブラチスラヴァ方面）                                                                           | コシツェ県       | コシツェ郊外郡           |
| 188    | オビショヴツェ駅                       | 2.0          | 2.0          | ｜ | ｜ | ｜ | ｜  | ●  | ヴェリカー・ロヂナ方面短絡線（ヴェリカー・ロヂナまで7.6km） ロヂナで180号線（ブラチスラヴァ方面）に接続 | コシツェ県       | コシツェ郊外郡           |
| 188    | リチャルトヴツェ駅                     | 2.2          | 4.2          | ｜ | ｜ | ｜ | ｜  | ●  | | プレショフ県     | プレショフ郡             |
| 188    | ドリェノフスカー・ノヴァー・ヴェス村駅 | 3.0          | 7.2          | ｜ | ｜ | ｜ | ｜  | ●  | | プレショフ県     | プレショフ郡             |
| 188    | ドリェノフスカー・ノヴァー・ヴェス駅   | 1.2          | 8.4          | ｜ | ｜ | ｜ | ｜  | ●  | | プレショフ県     | プレショフ郡             |
| 188    | ケンヂツェ駅                           | 1.7          | 10.1         | ｜ | ｜ | ｜ | ｜  | ●  | | プレショフ県     | プレショフ郡             |
| 188    | ハニスカ・プリ・プレショヴェ駅         | 3.4          | 13.5         | ｜ | ｜ | ｜ | ｜  | ●  | | プレショフ県     | プレショフ郡             |
| 188    | プレショウ駅                           | 3.3          | 16.8         | ■  | ■  | ■  | ■   | ■  | 193号線（フメンネー方面）、194号線（バルデヨウ方面）                                                    | プレショフ県     | プレショフ郡             |
| 188    | プレショウ町駅                         | 1.7          | 18.5         |    |    |    | ■   | ■  | | プレショフ県     | プレショフ郡             |
| 188    | ヴェリキー・シャリシ駅                 | 6.9          | 25.4         |    |    |    | ■   | ■  | | プレショフ県     | プレショフ郡             |
| 188    | シャリシスケー・ミハリャニ駅           | 5.8          | 31.2         |    |    |    | ■   | ■  | | プレショフ県     | サビノフ郡               |
| 188    | オルクツァニ駅                         | 3.7          | 34.9         |    |    |    | ■   | ■  | | プレショフ県     | サビノフ郡               |
| 188    | サビノフ駅                             | 2.4          | 37.3         |    |    |    | ■   | ■  | | プレショフ県     | サビノフ郡               |
| 188    | ペチョフスカー・ノヴァー・ヴェス駅     | 4.2          | 41.5         |    |    |    | ■   | ■  | | プレショフ県     | サビノフ郡               |
| 188    | チェルヴェニツァ駅                     | 1.8          | 43.3         |    |    |    | ■   | ■  | | プレショフ県     | サビノフ郡               |
| 188    | ロジコヴァニ駅                         | 2.6          | 45.9         |    |    |    | ■   | ■  | | プレショフ県     | サビノフ郡               |
| 188    | リパニ駅                               | 2.7          | 48.6         |    |    |    | ■   | ■  | | プレショフ県     | サビノフ郡               |
| 188    | クリヴァニ駅                           | 3.6          | 52.2         |    |    |    | ■   | ■  | | プレショフ県     | サビノフ郡               |
| 188    | プステー・ポレ駅                       | 9.5          | 61.7         |    |    |    | ■   | ■  | | プレショフ県     | スタラー・リュボヴニャ郡 |
| 188    | ヂュルコヴァー駅                       | 5.2          | 66.9         |    |    |    | ■   | ■  | | プレショフ県     | スタラー・リュボヴニャ郡 |
| 188    | リュボチーン駅                         | 1.9          | 68.8         |    |    |    | ■   | ■  | | プレショフ県     | スタラー・リュボヴニャ郡 |
| 188    | プラヴェチ駅                           | 2.6          | 71.4         |    |    |    | ■   | ■  | 185号線（ポプラド方面）                                                                                 | プレショフ県     | スタラー・リュボヴニャ郡 |
| 188    | オルロフ駅(休止中 *1)                  |              | (73.2)       |    |    |    | ｜  |    | | プレショフ県     | スタラー・リュボヴニャ郡 |
| 188    | チルチ駅(休止中 *1)                    |              | (76.8)       |    |    |    | ｜  |    | | プレショフ県     | スタラー・リュボヴニャ郡 |
| 188    | ムシナ駅                               | 13.9         | 85.3         |    |    |    | ■   |    | ポーランド国鉄 96号線（タルヌフ方面）、105号線（クリニツァ方面）                                        | マウォポルスカ県 | ノヴィ・ソンチ郡         |

(*1): 2018年12月旅客営業再開後、2022年12月に再び旅客営業休止。